# Christopher Drury
Pour les articles homonymes, voir Drury.
Temple de la renommée Américain : 2015
Christopher Ellis Drury, dit Chris Drury, (né le 20 août 1976 à Trumbull dans l'État du Connecticut) est un joueur professionnel américain de hockey sur glace devenu dirigeant. Il joue au poste de centre. Il est le frère de Ted Drury.

## Biographie

### Carrière en club
Il a été choisi par les Nordiques de Québec au cours du repêchage d'entrée dans la LNH 1994 au troisième tour (72e choix). Lors de sa première saison dans la LNH, en 1998-1999, il a remporté le trophée Calder, remis au meilleur joueur espoir de la ligue.
Il était durant les saisons 2005-2006 et 2006-2007 cocapitaine des Sabres de Buffalo dans la Ligue nationale de hockey en compagnie de Daniel Brière.
En 2001 contre les Devils du New Jersey, il marque le but vainqueur pour donner la coupe Stanley à l'Avalanche du Colorado menée par Patrick Roy et Raymond Bourque. Il rejoint les Flames de Calgary pour la saison 2002-2003 de la LNH puis les Sabres la saison suivante. Il porte les couleurs des Rangers de New York dont il est le capitaine.
En 2010-2011, il ne joue que 24 matchs en raison de nombreuses blessures subies durant la saison. Il décide de prendre sa retraite après que les Rangers ont racheté sa dernière année de contrat.
Le 6 mai 2021, il est nommé président et directeur général des Rangers, en remplacement de respectivement John Davidson (en) et Jeff Gorton (en), tous deux congédiés.

## Carrière internationale
Il représente les États-Unis au niveau international.

## Statistiques
| Saison    | Équipe                | Ligue  |     | Saison régulière | Saison régulière | Saison régulière | Saison régulière | Saison régulière |    | Séries éliminatoires | Séries éliminatoires | Séries éliminatoires | Séries éliminatoires | Séries éliminatoires |
| Saison    | Équipe                | Ligue  | PJ  | B                | A                | Pts              | Pun              | PJ               | B  | A                    | Pts                  | Pun                  |                      |                      |
| 1994-1995 | Terriers de Boston    | NCAA   | 39  | 12               | 15               | 27               | 38               | -                | -  | -                    | -                    | -                    |                      |                      |
| 1995-1996 | Terriers de Boston    | NCAA   | 37  | 35               | 32               | 67               | 46               | -                | -  | -                    | -                    | -                    |                      |                      |
| 1996-1997 | Terriers de Boston    | NCAA   | 41  | 38               | 24               | 62               | 64               | -                | -  | -                    | -                    | -                    |                      |                      |
| 1997-1998 | Terriers de Boston    | NCAA   | 38  | 28               | 29               | 57               | 88               | -                | -  | -                    | -                    | -                    |                      |                      |
| 1998-1999 | Avalanche du Colorado | LNH    | 79  | 20               | 24               | 44               | 62               | 19               | 6  | 2                    | 8                    | 4                    |                      |                      |
| 1999-2000 | Avalanche du Colorado | LNH    | 82  | 20               | 47               | 67               | 42               | 17               | 4  | 10                   | 14                   | 4                    |                      |                      |
| 2000-2001 | Avalanche du Colorado | LNH    | 71  | 24               | 41               | 65               | 47               | 23               | 11 | 5                    | 16                   | 4                    |                      |                      |
| 2001-2002 | Avalanche du Colorado | LNH    | 82  | 21               | 25               | 46               | 38               | 21               | 5  | 7                    | 12                   | 10                   |                      |                      |
| 2002-2003 | Flames de Calgary     | LNH    | 80  | 23               | 30               | 53               | 33               | -                | -  | -                    | -                    | -                    |                      |                      |
| 2003-2004 | Sabres de Buffalo     | LNH    | 76  | 18               | 35               | 53               | 68               | -                | -  | -                    | -                    | -                    |                      |                      |
| 2005-2006 | Sabres de Buffalo     | LNH    | 81  | 30               | 37               | 67               | 32               | 18               | 9  | 9                    | 18                   | 10                   |                      |                      |
| 2006-2007 | Sabres de Buffalo     | LNH    | 77  | 37               | 32               | 69               | 30               | 16               | 8  | 5                    | 13                   | 2                    |                      |                      |
| 2007-2008 | Rangers de New York   | LNH    | 82  | 25               | 33               | 58               | 45               | 10               | 3  | 3                    | 6                    | 8                    |                      |                      |
| 2008-2009 | Rangers de New York   | LNH    | 81  | 22               | 34               | 56               | 32               | 6                | 1  | 0                    | 1                    | 2                    |                      |                      |
| 2009-2010 | Rangers de New York   | LNH    | 77  | 14               | 18               | 32               | 31               | -                | -  | -                    | -                    | -                    |                      |                      |
| 2010-2011 | Rangers de New York   | LNH    | 24  | 1                | 4                | 5                | 8                | 4                | 0  | 1                    | 1                    | 0                    |                      |                      |
| Totaux    | Totaux                | Totaux | 892 | 255              | 360              | 615              | 468              | 134              | 47 | 42                   | 89                   | 44                   |                      |                      |

| Année | Équipe              | Compétition    |   | PJ | B | A | Pts | Pun                                |  | Résultat |
| 1996  | États-Unis -20 ans  | CM -20 ans     | 6 | 2  | 2 | 4 | 2   | 5e place                           |  |          |
| 1997  | États-Unis          | CM             | 8 | 0  | 1 | 1 | 2   | 6e place                           |  |          |
| 1998  | États-Unis          | CM             | 6 | 1  | 2 | 3 | 12  | 12e place                          |  |          |
| 2002  | États-Unis          | JO             | 6 | 0  | 0 | 0 | 0   | Médaille d'argent, Jeux olympiques |  |          |
| 2004  | États-Unis          | Coupe du monde | 5 | 0  | 0 | 0 | 0   | Demi-finale                        |  |          |
| 2004  | États-Unis          | CM             | 9 | 3  | 3 | 6 | 27  | Médaille de bronze, monde          |  |          |
| 2006  | États-Unis          | JO             | 6 | 0  | 3 | 3 | 2   | 8e place                           |  |          |
| 2009  | Rangers de New York | Coupe Victoria | 2 | 0  | 0 | 0 | 0   | Vainqueur                          |  |          |
| 2010  | États-Unis          | JO             | 6 | 2  | 0 | 2 | 0   | Médaille d'argent, Jeux olympiques |  |          |